# برکه تبخیر

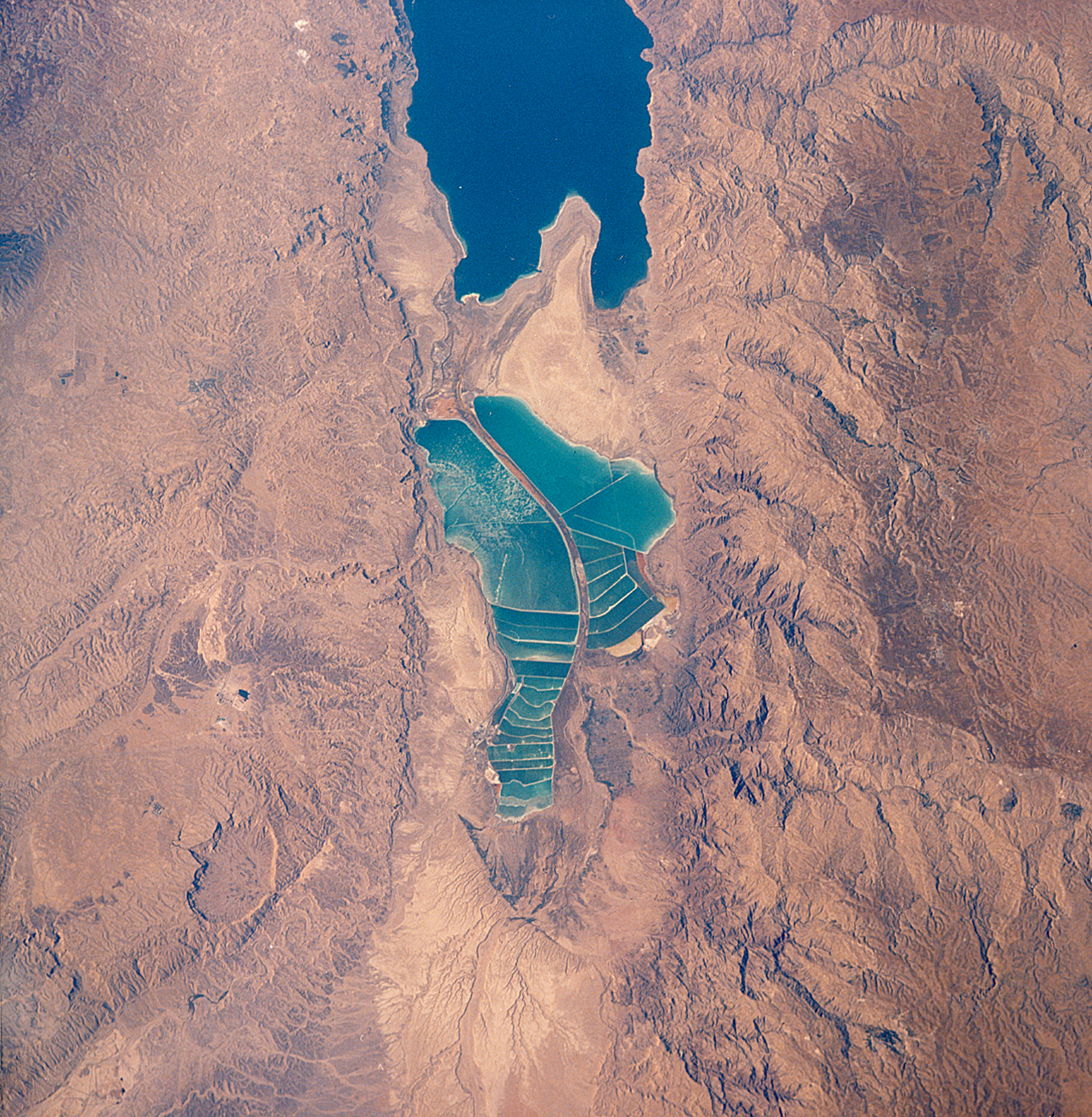
عکس هوایی از برکهٔ تبخیر درجنوب دریای مرده

برکه‌های تبخیر آبگیرهای‌های مصنوعی با مساحت بسیار بزرگ هستند که طراحی شده‌اند تا تبخیر آب بوسیلهٔ نور خورشید به خوبی انجام گیرد.

## کاربردها

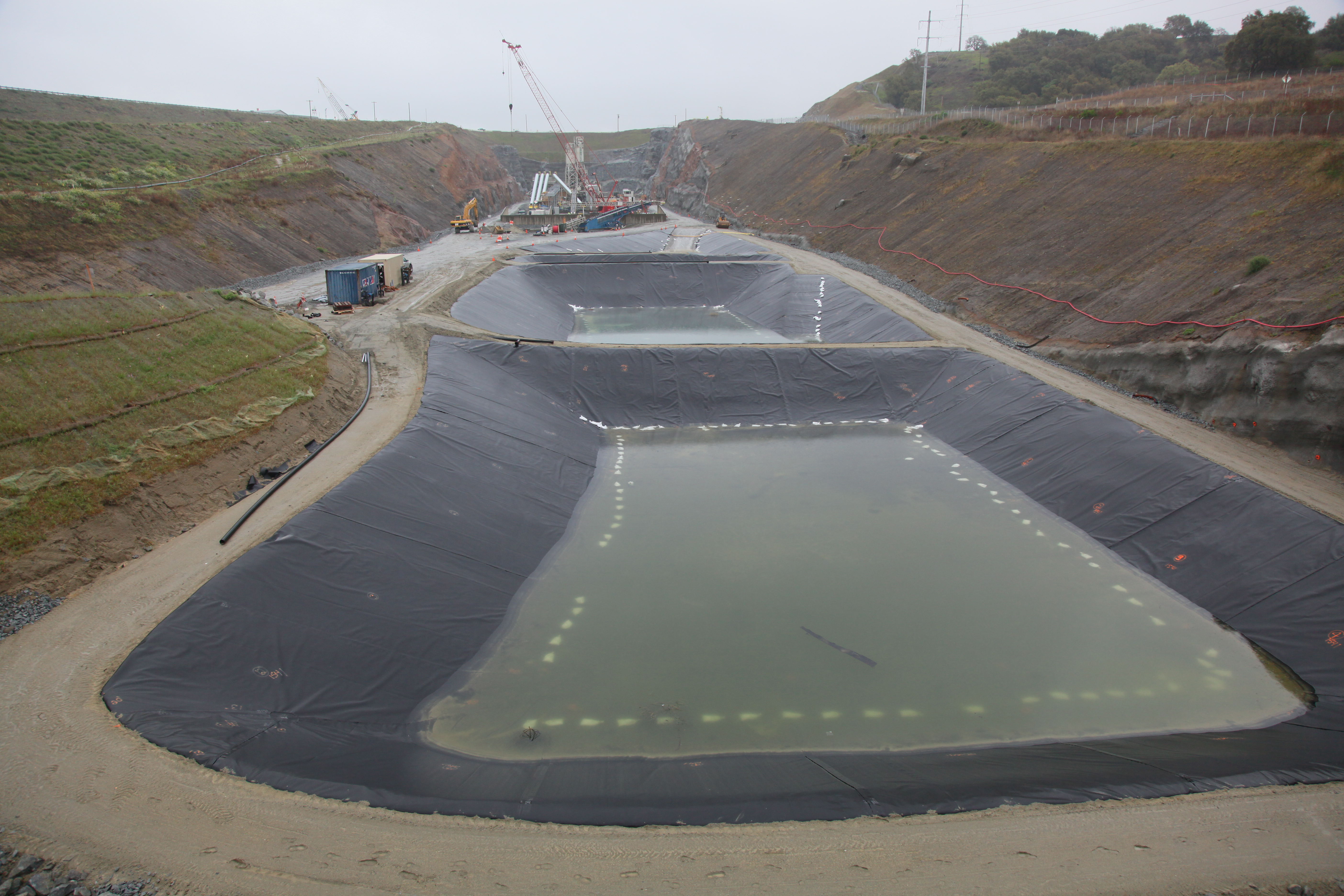
تصویر ذخیره فاضلاب رواناب در برکه‌های تصفیه را نشان می‌دهد

برکه‌های تبخیر کاربردهای گوناگون دارند. برکه‌های تبخیر نمک، از آب دریا نمک تولید می‌کنند. از آن‌ها همچنین برای دور ریز آب نمک از واحد نمک زدایی استفاده می‌شود. در معدن‌ها از برکه‌های برای جدا کردن سنگ معدن از آب استفاده می‌شود. برکهٔ تبخیر در سایت‌های آلوده برای جدا کردن آب از پسماندهای خطرناک (که تا حد زیادی وزن و حجم آن را کاهش می‌دهد و اجازه می‌دهد تا زباله به راحتی جابجا، تصفیه و ذخیره شود)، بکار می‌رود. یک نکتهٔ مهم این است که تبخیر همان چگالش نیست هر چند تبخیر در یک محیط سربسته می‌تواند منجر به وضعیت چگالش شود همانگونه که رطوبت تبخیرشده در هوا «چگالیده» می‌شود و به فاز مایع بازمی‌گردد.
برکه‌های تبخیر برای استخراج لیتیوم از محلول آب نمک زیرزمینی استفاده می‌شود. لیتیوم استخراج‌شده برای ساخت باتری‌های یونی استفاده می‌شود. معادن از آن‌ها برای جداسازی سنگ معدن از آب استفاده می‌کنند. سنگ معدن را می‌توان برای استفاده در صنایع مختلف فروخت. برکه‌های تبخیر پتاس برای استخراج پتاسیم از محلول غنی از مواد معدنی استفاده می‌شود. پتاسیم استخراج‌شده برای محصولاتی مانند کود استفاده می‌شود.
برکه‌های تبخیر نیز می‌توانند برای تبخیر بارندگی بر روی یک سایت آلوده مورد استفاده قرار گیرند. آلاینده‌هایی که آب با خود آورده روی زمین باقی می‌ماند و آب تبخیرمی شود. این از گسترش بیشترآلودگی در حوضهٔ آبریز جلوگیری می‌کند.
برکه‌های تبخیر برای جلوگیری از آلوده گی آب بوسیلهٔ آفت کش‌ها، کودها و نمک‌های موجود در پساب کشاورزی که به رودخانه‌ها می‌ریزند، استفاده می‌شوند. در کالیفرنیا، سلنیوم موجود درپساب کشاورزی مشکل‌زا بوده‌است، زیرا موجب عیوب تولد در مرغابی‌ها می‌شود.